# Elizabeth Eaton
Elizabeth Eaton, född 2 april 1955, är en amerikansk biskop. Hon har sedan 2013 fungerat som presiderande biskop, d.v.s. den högsta ledaren för Evangelical Lutheran Church in America. 
Eaton är född år 1955 i Cleveland, Ohio. Hon har studerat teologi vid Harvard, där hon tog magisterexamen. Ytterligare har hon en kandidatexamen i musikundervisning från College of Wooster.
År 1981 prästvigdes hon och sedan fungerade hon som präst i tre olika församlingar tills hon blev biskop i Ohio år 2006.
Eaton valdes till sin nuvarande post, presiderande biskop av ELCA, år 2013, för en mandatperiod av sex år, och den 7 oktober påbörjade hon sin tjänstgöring. Hon är den första kvinnan i ämbetet. År 2019 återvaldes för sex år till.
Eaton är gift med en episkopal präst. Paret har två vuxna döttrar.